# Jasmone
Jasmone é um composto orgânico natural extraído da parte volátil do óleo de jasmim.
É um líquido incolor a amarelo pálido que tem o cheiro de jasmim. Jasmone pode existir em duas formas diferentes de isômeros com geometria em torno da ligação dupla pentenil, cis-e trans-jasmone. O extrato natural contém apenas a forma cis, enquanto o material sintético é muitas vezes uma mistura que contém ambas as formas, tendo o cis como forma predominante. Ambas as formas têm odores  e propriedades químicas semelhantes.
Jasmone é produzido nas plantas de metabolismo do jasmonato, a partir do ácido linolênico pela via octadecanoidal. Ele pode atuar tanto como um atrativo ou como um repelente para insetos diversos. Comercialmente o jasmone é usado principalmente em perfumaria e cosméticos.

## Biossíntese
Os jasmonatos são hormônios formados tanto pelo ácido jasmônico (Aj) como também pelo metil jasmonato. 
Esse compostos foram inicialmente detectados em Jasminum e Rosmarinus, mas são amplamente produzidos nos vegetais.
A  biossíntese do ácido jasmônico depende da ação de determinadas enzimas, como a lipoxigenase que promove a oxigenação do ácido linolênico até a formação do ácido 13-hidroxiperoxilinolênico.  O  ácido 12-oxo-fitodienóico é formado a partir de reações oxidativas que encurtam a cadeia lateral, com a produção final do ácido jasmônico.

## isomerismo de dupla ligação
Devido ao isomerismo de ligação dupla na ligação dupla não cíclica C = C, existem duas formas:
| Jasmone (2 Isómeros) | Jasmone (2 Isómeros) |
| -------------------- | -------------------- |
| (Z)-Jasmone          | (E)-Jasmone          |

## Efeitos Fisiológicos
Os jasmonatos funcionam como inibidores do crescimento e da germinação de sementes, e também promove a senescência. A aplicação de Aj pode inibir o crescimento de caules e raízes, comprometendo também a fotossíntese por meio da redução  da expressão de alguns genes nucleares e tambem de genes dos cloroplastos, causando a degradação  da clorofila das folhas.
Por outro lado a aplicação de ácido jasmônico induz a formação de tubérculos, além de contribuir no amadurecimento de frutos.
Recentemente algumas pesquisas tem sugerido que o ácido jasmônico poderia ter relação com a expressão de alguns genes envolvidos na defesa e na sinalização das respostas a estresses hídricos, mecânicos e/ou osmóticos, assim como a herbivoria.